# Pristimantis mazar
Espèce
Pristimantis mazar est une espèce d'amphibiens de la famille des Craugastoridae.

## Répartition
Cette espèce est endémique de la province de Cañar en Équateur. Elle se rencontre entre 2 895 et 3 415 m d'altitude.

## Description
Les mâles mesurent jusqu'à 18,1 mm et les femelles jusqu'à 23,7 mm.

## Étymologie
Son nom d'espèce lui a été donné en référence au lieu de sa découverte, la réserve Mazar.

## Publication originale
- Guayasamin & Arteaga-Navarro, 2013 : A new species of the Pristimantis orestes group (Amphibia: Strabomantidae) from the higtn Andes of Ecuador, Reserva Mazar. Zootaxa, no 3616 (4), p. 345-356.